# Vid (Maďarsko)
Vid je obec v Maďarsku v župě Veszprém, spadající pod okres Devecser. Nachází se asi 15 km jihozápadně od Pápy, 17 km severozápadně od Devecseru, 20 km jihovýchodně od Celldömölku, 25 km severozápadně od Ajky a 37 km východně od Sárváru. V roce 2015 zde žilo 129 obyvatel, většina z nich jsou Maďaři.
Vid leží na silnici 8403. Je přímo silničně spojen se sídly Dabrony, Iszkáz, Kiscsősz, Kisszőlős, Nagyalásony, Nemesszalók a Somlóvecse.
Videm protéká potok Hajagos, který se vlévá do řeky Marcal. Ta se poté vlévá do řeky Ráby.
Nachází se zde evangelický kostel Szentháromság templom.